# Sovrapposto

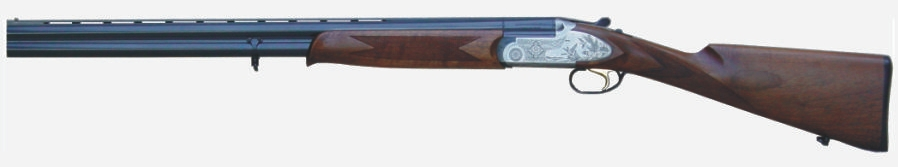
Un fucile "sovrapposto"

Il sovrapposto è un tipo di arma da fuoco lunga a due canne lisce analogo alla doppietta, ma con canne poste una sull'altra.
Viene utilizzato in attività sportive (es tiro a volo, in tal caso vengono utilizzati però modelli ad anima liscia) e per la caccia.

## Caratteristiche
I componenti strutturali sono gli stessi della doppietta; se ne differenzia, però, per il fatto che le due canne sono accostate non su di un piano orizzontale ma verticale. È usato  ad anima sia rigata che liscia. È preferito dagli sportivi perché ritenuto più preciso.
In realtà la sua "maggior precisione" non risiede in caratteristiche balistiche intrinseche ma proprio negli effetti che si producono a causa della disposizione delle canne al momento dello sparo. Nel sovrapposto, infatti, si hanno due sole forze che agiscono sulla spalla del tiratore: una che tende a spostare l'arma all'indietro (rinculo) ed un'altra che tende a spostarla verso l'alto (rilevamento). Nel giustapposto a queste due se ne aggiunge una terza che tende a spostare il fucile di lato, data appunto la posizione delle canne. Questo può compromettere l'accuratezza della mira in quanto il calcio tende a muoversi troppo sulla spalla ed è più difficile mantenere l'arma nella posizione voluta, per poter eventualmente doppiare il colpo con la massima rapidità.
D'altro canto il sovrapposto è tendenzialmente meno resistente allo sparo con la canna alta, data la distanza di questa dal centro di rotazione. Questa è la ragione per la quale si preferisce quest'ultima per i calibri molto potenti nella caccia ad animali pericolosi (la doppietta e il sovrapposto da caccia grossa sono denominati "express"). È il tipo di fucile meno indicato per la caccia da appostamento fisso in quanto si rischia di rovinare la bindella facendola sbattere sulla superficie superiore della feritoia.